# Resolutie 900 Veiligheidsraad Verenigde Naties
Resolutie 900 van de Veiligheidsraad van de Verenigde Naties werd op 4 maart 1994 als tweede VN-resolutie van die dag  aangenomen. Dit aannemen gebeurde unaniem.

## Achtergrond
In 1980 overleed de Joegoslavische leider Tito, die decennialang de bindende kracht was geweest tussen de zes deelstaten van het land. Na zijn dood kende het nationalisme een sterke opmars, en in 1991 verklaarden verschillende deelstaten zich onafhankelijk. Zo ook Bosnië en Herzegovina, waar in 1992 een burgeroorlog uitbrak tussen de Bosniakken, Kroaten en Serviërs. Deze oorlog, waarbij etnische zuiveringen plaatsvonden, ging door totdat er in 1995 vrede werd gesloten.

## Inhoud

### Waarnemingen
De Veiligheidsraad bemerkte positieve ontwikkelingen op rond Sarajevo als eerste stap naar herstel van de vrede in Bosnië en Herzegovina. Er was een akkoord tussen de staat Bosnië en Herzegovina, de Bosnisch-Servische partij en de Speciale Vertegenwoordiger van secretaris-generaal Boutros Boutros-Ghali over het staakt-het-vuren en zware wapens. Het was van cruciaal belang dat burgers en hulpgoederen zich vrij konden
bewegen en dat het normale leven kon worden hervat. Het Verenigd Koninkrijk en de Verenigde Staten stuurden daarom een gezamenlijke missie naar Sarajevo om de benodigdheden in te schatten. De stad Sarajevo was van belang als hoofdstad van Bosnië en Herzegovina en als multicultureel, etnisch en religieus centrum.
Verder verwelkomde de Veiligheidsraad de rotatie van UNPROFOR's personeel en de heropening van de luchthaven van Tuzla. Bezorgdheid was er om de verslechterende situatie in Maglaj. Wel positief was het verloop van de vredesonderhandelingen tussen Bosnië en Herzegovina, de Bosnisch-Kroatische partij en Kroatië, alsook de onderhandelingen met de Bosnisch-Servische partij. De Veiligheidsraad benadrukte ook het belang van het naleven van het internationaal humanitair recht.

### Handelingen
Alle partijen werden opgeroepen samen met UNPROFOR aan het staakt-het-vuren rond Sarajevo te werken en te helpen met het op gang brengen van het normale leven in de stad. De secretaris-generaal werd gevraagd iemand aan te stellen om een actieplan op te stellen om de publieke diensten in Sarajevo en omgeving, uitgezonderd Pale, te herstellen. Ook mocht hij hiervoor een fonds opzetten, en landen en donoren werden gevraagd hieraan bij te dragen. De secretaris-generaal werd nog gevraagd binnen een week tijd te rapporteren over manieren om deze doelstellingen te bereiken en de kost daarvan. Binnen tien dagen moest hij dan nog rapporteren over de bescherming van Maglaj, Mostar en Vitez.

## Verwante resoluties
- Resolutie 871 Veiligheidsraad Verenigde Naties (1993)
- Resolutie 877 Veiligheidsraad Verenigde Naties (1993)
- Resolutie 908 Veiligheidsraad Verenigde Naties
- Resolutie 913 Veiligheidsraad Verenigde Naties

Lijst ·  893 ·  894 ·  895 ·  896 ·  897 ·  898 ·  899 ·  900 ·  901 ·  902 ·  903 ·  904 ·  905 ·  906 ·  907 ·  908 ·  909 ·  910 ·  911 ·  912 ·  913 ·  914 ·  915 ·  916 ·  917 ·  918 ·  919 ·  920 ·  921 ·  922 ·  923 ·  924 ·  925 ·  926 ·  927 ·  928 ·  929 ·  930 ·  931 ·  932 ·  933 ·  934 ·  935 ·  936 ·  937 ·  938 ·  939 ·  940 ·  941 ·  942 ·  943 ·  944 ·  945 ·  946 ·  947 ·  948 ·  949 ·  950 ·  951 ·  952 ·  953 ·  954 ·  955 ·  956 ·  957 ·  958 ·  959 ·  960 ·  961 ·  962 ·  963 ·  964 ·  965 ·  966 ·  967 ·  968 ·  969